# Ocupació de Dinamarca per l'Alemanya nazi
L'ocupació de Dinamarca per l'Alemanya nazi durant la Segona Guerra Mundial, va tenir lloc des del 8 d'abril de 1940 fins al 5 de maig de 1945, a conseqüència de la invasió de Dinamarca pel Tercer Reich en el marc de l'Operació Weserübung. L'ocupació va concloure quan el maig de 1945 soldats britànics van aconseguir la rendició de les unitats de la Wehrmacht estacionades al territori danès, sense afrontar resistència apreciable.

## El "protectorat model"

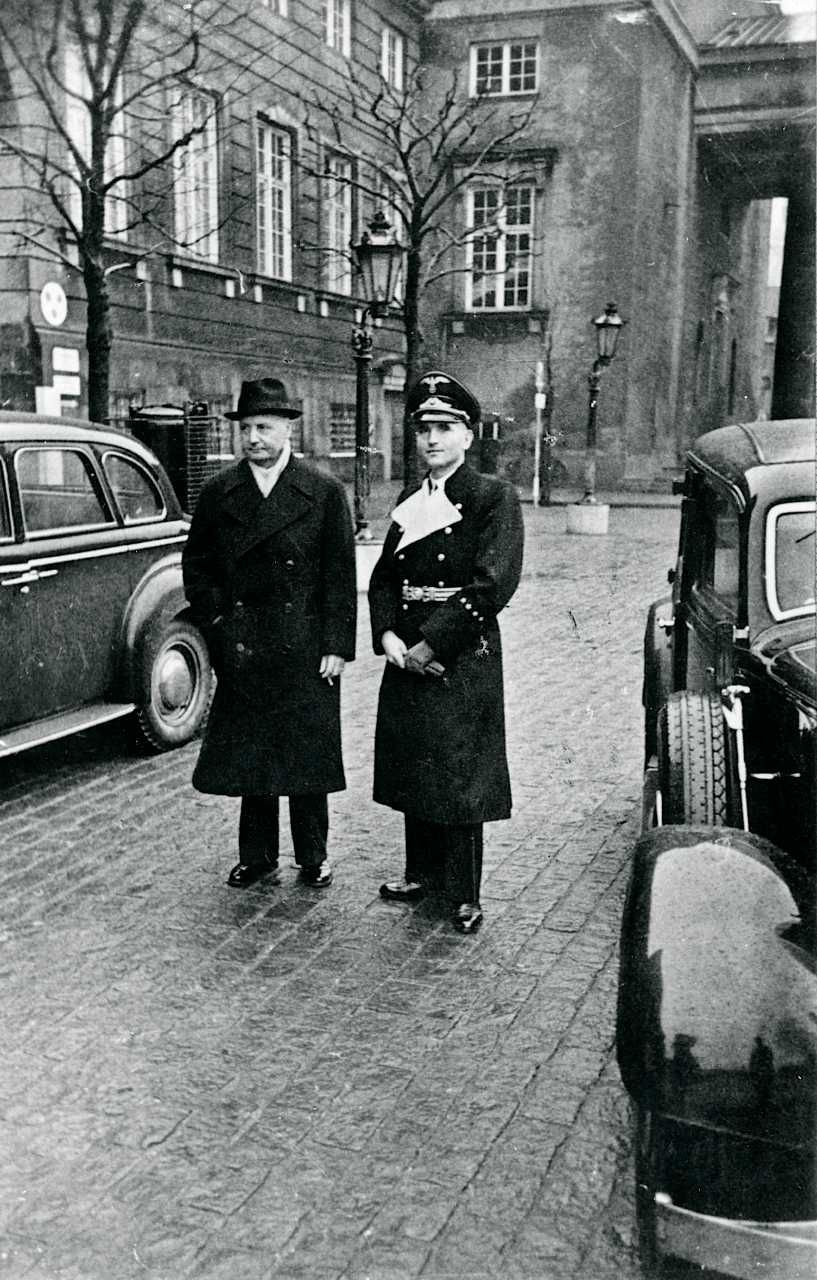
Erik Scavenius, primer ministre danès en 1942-1943 amb Werner Best (d'uniforme), plenipotenciari alemany a Dinamarca.

L'ocupació alemanya fou relativament pacífica cap als danesos durant els primers mesos, i a diferència del que havia ocorregut als Països Baixos o Noruega, Hitler no va pressionar perquè es dissolguessin tots els partits polítics i s'establís un govern titella de nazis danesos. De fet, el govern legítim va continuar operant sota el mandat del premier Thorvald Stauning, per bé que havia d'obeir les ordres alemanyes, i el mateix rei Cristià X de Dinamarca va romandre al país gaudint de les seves prerrogatives sense ser fet presoner (a diferència del que va succeir amb Leopold III de Bèlgica el maig de 1940).
Una possible explicació per a aquest inusual comportament nazi pot trobar-se en el fet que, a conseqüència de la propaganda hitleriana sobre la supremacia racial ària, els nazis alemanys apreciaven Dinamarca com un poble nòrdic dotat d'una «puresa racial» similar a la del III Reich, i que per tant resultava totalment digne de confiança perquè s'ocupés dels seus propis assumptes interns d'acord amb els dictats alemanys.
També la posició geogràfica de Dinamarca i la seva petita extensió ajudaven i feien que la seva defensa fos relativament senzilla contra atacs externs, a diferència de Noruega amb la seva llarguíssima costa atlàntica, per tant no era susceptible de transformar-se en front de guerra, per la qual cosa era innecessari un control totalment nazi del país o una repressió militar violenta contra un poble que a més es considerava ètnicament tan similar a l'alemany.
A la pràctica l'administració civil va continuar a les mans de funcionaris danesos, incloent els tribunals de justícia, i es va arribar a mantenir inclusivament la vigència de les lleis de Dinamarca per jutjar delictes de sabotatge; els alemanys fins i tot van renunciar al fet que els tribunals militars de la Wehrmacht jutgessin tals casos com succeïa en la resta de l'Europa ocupada. El gabinet de govern va ser reorganitzat al maig de 1942 per la mort de l'ancià premier Stauning, reemplaçat pel socialdemòcrata Vilhelm Buhl.
Si bé la pèrdua d'independència pràctica era difícil de suportar per a la població danesa, els líders polítics van determinar majoritàriament que les dures circumstàncies de la guerra no permetien cap altra cosa que la cooperació (voluntària o no) amb una triomfant Alemanya. Els partits polítics van decidir eliminar en la mesura possible les seves divergències ideològiques i presentar un sol front contra les autoritats alemanyes (la qual cosa implicava incloure en el gabinet representants de gairebé tots els partits no prohibits pels nazis); això impediria que els alemanys utilitzessin les discrepàncies polítiques com a mitjà per desunir els danesos i generar lentament una nazificació de Dinamarca sota el pretext de preservar l'ordre.
Els alemanys no van procedir a imposar un caràcter nazi a les institucions civils i culturals de Dinamarca, i es va permetre que la vida política danesa continués el seu curs normal. Inclusivament els ocupants nazis es van abstenir d'introduir a Dinamarca els mecanismes de terror propis del Reich (com els tribunals especials de les SS) i tampoc no van exigir als primers mesos que el govern danès apliqués la legislació antisemita vigent a Alemanya. Una primerenca excepció van ser els comunistes danesos, qui van començar a ser perseguits per la Gestapo el juny de 1941, després de l'inici de l'Operació Barbarroja, mentre el govern danès procedia a il·legalitzar en aquesta data el Partit Comunista de Dinamarca a causa de la pressió alemanya.
No obstant això, l'ocupació alemanya es va expressar en l'estacionament permanent de divisions de la Wehrmacht i l'arribada d'agents de la Gestapo per «col·laborar» amb la policìa danesa. Els alemanys van exigir a més una fèrria censura de premsa (impedint tota crítica contra Alemanya o el nazisme) junt amb l'explotació total de l'economia danesa en favor del Tercer Reich. Evidentment això va significar el trencament de tota relació diplomàtica amb els enemics d'Alemanya. Dinamarca va ser obligada també a adherir-se al Pacte Antikomintern, el novembre de 1941 malgrat protestes a Copenhaguen per l'incompatibilitat d'aquesta visible subordinació al III Reich. Malgrat aquestes pressions externes, encara era visible que Dinamarca seria ben tractada pels alemanys, almenys en comparació amb la resta de països ocupats, mentre col·laborés amb l'esforç de guerra alemany.
També es va establir un comissari del Reich (Reichkommissar) com a autoritat amb poder de decisió i de vet davant el govern danès, càrrec per al qual es va anomenar Cecil von Renthe-Fink (últim ambaixador alemany a Copenhaguen), junt amb l'establiment d'una autoritat militar conferida al cap de les tropes alemanyes estacionades a Dinamarca, el general Luetke de la Wehrmacht. Quan les demandes alemanyes de major cooperació danesa (permetre reclutament de danesos per servir en les SS i l'entrada en vigor de la legislació antisemita) van anar en augment el novembre de 1942, el gabinet es va oposar taxativament a aquestes noves concessions que perjudicaven la independència del país.
No obstant això, sota la forta pressió de Renthe-Fink (i l'amenaça d'ocupació militar total), el gabinet danès es va reorganitzar i va anomenar ministre el diplomàtic Erik Scavenius, que va cedir a les demandes d'Alemanya. Renthe-Fink va ser reemplaçat pel nazi alemany Werner Best i l'autoritat militar es va transferir al general de la Wehrmacht Hermann von Hanneken; malgrat això es va mantenir el projecte de tractar bé Dinamarca, es va impedir la instal·lació de la maquinària repressiva típica de les SS, i es va mantenir en funcionament el govern danès.

## Enduriment de l'ocupació
Aquesta política benèvola va durar fins a finals de 1942, quan els desastres militars de Stalingrad i El Alamein van imposar a Alemanya la urgència de controlar cada vegada més la població civil de Dinamarca mitjançant el terror policíac. Com a resultat d'això, es va alimentar la foguera de la resistència danesa, i els actes de sabotatge i disturbis es van incrementar exponencialment.
Per intentar tranquil·litzar la població i guanyar el seu suport, els alemanys van realitzar una elecció parlamentària el 23 de març de 1943, l'única concessió d'aquest estil que el Tercer Reich va permetre a un país ocupat. Van resultar victoriosos els partits antialemanys mentre els nazis danesos amb prou feines no van assolir el 2% dels vots, la qual cosa evidenciava la seva escassa popularitat; aquest fet va causar que els alemanys desistissin definitivament d'imposar un govern titella format per nazis locals, si bé van permetre a aquests que formessin organitzacions paramilitars i que s'enviessin contingents danesos per lluitar al costat de la Wehrmacht contra els soviètics. D'ara endavant els alemanys van descoratjar al moviment nazi danès respecte de qualsevol ambició política i el van motivar per actuar només en el reclutament de contingents auxiliars per al Front Oriental.
Davant de la negativa del govern danès de reprimir la població que protestava als carrers contra l'empitjorament de l'economia, el 29 d'agost de 1943 les autoritats alemanyes van dissoldre el govern i es va establir la llei marcial, es va dissoldre també el recentment format Parlament de Dinamarca i es va arrestar en massa els oficials de l'exèrcit encara lliures, a més d'introduir funcionaris alemanys en tota l'administració pública. Alhora es van realitzar operacions militars d'assalt que van portar com a resultat la captura de la flota mercant i militar danesa.
Un cop Alemanya va obtenir el control absolut de Dinamarca, es van iniciar a mitjans del 1943 els arranjaments per a la immediata deportació dels jueus encara residents en territori danès cap als camps d'extermini, en no existir ja tribunals danesos independents que els defensessin. Tanmateix, la notícia va ser donada a conèixer clandestinament i la gran majoria dels 8.000 jueus danesos van escapar reeixidament cap a Suècia amb ajuda de la resistència danesa. Com a conseqüència, només 450 jueus danesos van ser capturats per la Gestapo i deportats. L'«estat de setge» no es va suspendre fins al final de la guerra i es van instal·lar tribunals especials de les SS i la Gestapo per jutjar danesos acusats de donar suport a la resistència antinazi; en altres casos es va preferir simplement assassinar aquests sospitosos sense judici.
Des de principis del 1944 els nazis danesos, organitzats en l'anomenat Cos de Schalburg (format per uns 10.000 nazis danesos) van procedir a operacions de «contrasabotatge» en cooperació amb les SS; aquestes operacions consistien a destruir propietats privades daneses (granges o cases) cada vegada que es descobrís un sabotatge de la resistència local. Finalment, el 19 de setembre de 1944 va ocórrer una altra repressió massiva, on els alemanys van dissoldre el que restava de la policia danesa per reemplaçar-la completament per la Gestapo i van començar a afusellar els danesos que havien participat en vagues contra l'explotació econòmica del seu país.
La situació econòmica danesa es va agreujar l'últim any de la guerra quan el febrer del 1945 el país va deixar de rebre trameses de carbó des de la regió alemanya de Silèsia, atacada per tropes soviètiques, que va paralitzar gran part de la indústria i els sistemes de calefacció; junt amb això van augmentar les requises alemanyes d'aliments fins a nivells alarmants que amenaçaven la subsistència dels civils danesos. Malgrat això, a conseqüència de l'Evacuació de Prússia Oriental, Alemanya va exigir que Dinamarca allotgés i alimentés refugiats civils alemanys (unes 300.000 persones) procedents de l'esmentada regió. Alhora es va intensificar el terror policial de la Gestapo contra la resistència antinazi i els seus simpatitzants.
La major part de les tropes alemanyes havien estat enviades als fronts de combat i sol van quedar a Dinamarca unes quantes divisions d'escassa força; a més tals unitats van quedar aïllades de la resta de l'Europa ocupada a finals d'abril de 1945 a causa de l'avenç aliat, i després desmoralitzades pel resultat de la batalla de Berlín. En aquest context, el 5 de maig del 1945, el general anglès Bernard Law Montgomery va penetrar en territori danès amb les seves tropes i va alliberar Dinamarca, si bé les illes Bornholm havien estat ocupades des de finals d'abril de 1945 per tropes de l'Exèrcit Roig. Els soldats alemanys estacionats a Dinamarca van capitular gairebé sense resistència i l'ocupació va acabar.

## Víctimes
En total durant tota la guerra van morir 850 membres de la resistència danesa. També van morir 900 civils danesos per diferents motius, com represàlies nazis, bombardejos aliats o disturbis civils. Un total de 43 soldats danesos van morir durant la invasió de 1940 i la repressió nazi de 1943. Uns altres cent danesos van morir lluitant com a soldats aliats junt amb 1.850 mariners, la majoria tripulació dels vaixells danesos que van escapar cap al Regne Unit o als Estats Units i després van caure víctimes dels submarins alemanys.
Uns sis mil civils danesos van ser arrestats pels alemanys i enviats a camps de concentració, dels quals uns deu per cent hi van morir. Quan el setembre de 1944 els nazis van dissoldre la policia danesa, uns dos mil agents van ser arrestats i deportat a Alemanya; 90 d'aquests van morir allà.
Després de la guerra, 78 danesos culpables de col·laboracionisme amb els alemanys van ser sentenciats a mort per traïció, però només 46 d'ells van resultar efectivament executats. Els diferents integrants de la resistència que pertanyien a algun partit polític, com ara socialistes i liberals, van tornar als seus llocs, mentre que en les eleccions celebrades després de la guerra, els comunistes danesos només van obtenir 1/8 (12,5%) dels vots.